# Amarildo Dimo
Amadrilo Dimo (ur. 25 sierpnia 1982 w Fierze) – albański piłkarz. Był kapitanem Apolonii Fier.